# 科菲·京斯頓
科菲·京斯頓（英語：Kofi Kingston，1981年8月14日—），原名高菲·那哈捷·薩科底耶·門薩（英語：Kofi Nahaje Sarkodie-Mensa），現受聘於世界摔角娛樂（WWE），並在節目WWE Raw中亮相。在高菲·競時通的摔角事業中，他曾是一次的WWE冠軍、四次的WWE洲際冠軍、三次的WWE美國冠軍、一次的世界雙打冠軍（與CM Punk一次）及二次的WWE雙打冠軍（與伊凡·保尼一次、與R-Truth一次、與The New Day二次）、七次WWE SmackDown雙打冠軍(The New Day)，而且為雙打冠軍衛冕天數總計天數最高紀錄，共636天。
現為The New Day成員，於2019年的Wrestlemania35擊敗丹尼爾·布萊恩並成為WWE冠軍,也成為史上第一位非洲出生的WWE冠軍,第20位達成世界摔角娛樂冠軍大滿貫

## 簡介
競時通在1981年8月14日出生於迦納阿散蒂地區的首府庫馬西，他與他的家人於1982年時移民到美國，當時他只有1歲，並在波士頓長大。競時通從波士頓大學畢業後，最初在一個辦公室工作，直到最後才決定培養為一個職業摔角手。而且他在大學講課的父親，和他有相同的名字。

## 生涯冠軍榮耀頭銜
- WWE冠軍（1次）
- WWE美國冠軍（3次）
- WWE Raw雙打冠軍 (4次)(與Evan Bourne（英语：Evan Bourne）一次、與R-Truth一次、與New Day二次)
- WWE SmackDown雙打冠軍 （7次）(與New Day七次)
- 世界雙打冠軍（1次） （與CM Punk一次)
- WWE洲際冠軍（4次）
- 第18位達成世界摔角娛樂冠軍大滿貫